# Faouzi Gtari
Faouzi Gtari est une personnalité du football tunisien.
Il préside le club d'El Gawafel sportives de Gafsa entre 2002 et 2007 où, poussé par les critiques à son encontre, il finit par présenter sa démission, avant de reprendre son poste pour la saison 2009-2010.